# Cogollor
Cogollor és un municipi de la comarca de La Alcarria alta, província de Guadalajara a la comunitat autònoma de Castella-La Manxa. El 2023 tenia 22 habitants.